# Antes (Portugal)
Antes era una freguesia portuguesa del municipio de Mealhada, distrito de Aveiro.

## Historia
Fue suprimida el 28 de enero de 2013, en aplicación de una resolución de la Asamblea de la República portuguesa promulgada el 16 de enero de 2013 al unirse con las freguesias de Mealhada y Ventosa do Bairro, formando la nueva freguesia de Mealhada, Ventosa do Bairro e Antes.